# Oktiabr´skij (rejon totiemski)
Oktiabr´skij (ros. Октябрьский) – wieś w Rosji, w rejonie totiemskim obwodu wołogodzkiego. W 2010 r. liczyła 142 mieszkańców.